# Oreocharis dasyantha
Oreocharis dasyantha är en tvåhjärtbladig växtart som beskrevs av Woon Young Chun. Oreocharis dasyantha ingår i släktet Oreocharis och familjen Gesneriaceae.

## Underarter
Arten delas in i följande underarter:
- O. d. dasyantha
- O. d. ferruginosa